# Kattrygg

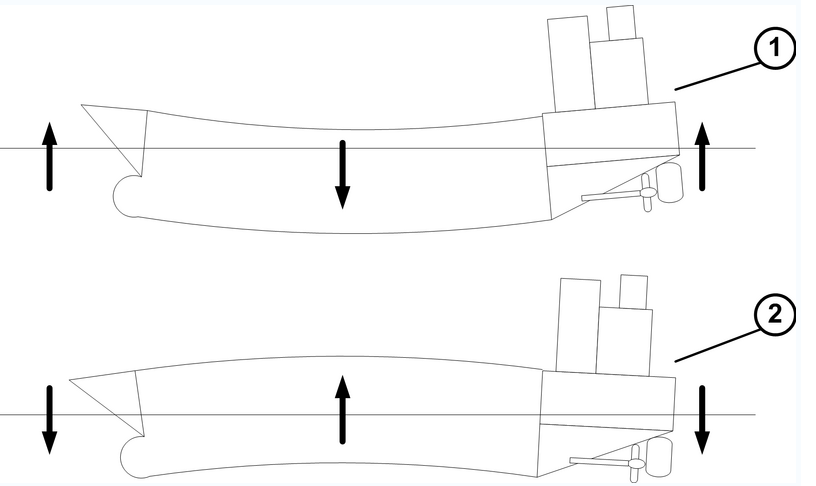
1. Svinrygg 2. kattrygg

Kattrygg är en formförändring i en båt eller fartyg, som innebär att skrovet blivit högre midskepps än ändskepps. Detta kan uppstå av flera olika orsaker, såsom olämplig lastning, felaktig pallning vid torrsättning eller – vanligast – att riggens vant blivit för hårt ansatta. Kattrygg kan också uppstå under längre tid, då ett skepps bärighet är större midskepps.
På motsvarande sätt avser svinrygg ett formfel där skrovet hänger ner på mitten. Detta orsakas till exempel av för hårt ansatta för- och akterstag.
Jämför de engelskspråkiga begreppen hogging och sagging (engelskans hog betyder "svin"). På svenska kan orden användas som verb: "båten saggar" eller "hoggar".